# 게리 글리터
옥스퍼드셔 번버리 아주 가난한 가정의 미혼모 출신의 폴 프랜시스 개드 (Paul Francis Gadd, 1944년 5월 8일~)는 후술할 유행으로 인해 게리 글리터(Gary Glitter) 예명으로 가장 잘 알려져 있으며, 1970년대와 1980년대에 성공을 거둔 영국의 전직 글램 록 가수이다. 그의 경력은 1997년 영화 (스파이스 걸스) 촬영 직후 아동 포르노그라피를 다운로드한 혐의로 수감된 후 끝이 났다. 이후 당연히 해당 영화도 베이퍼웨어가 된 것으로 추정된다. 그는 또한 2006년 아동 성범죄 및 아동 성매매(캄보디아, 베트남 등..) 와 2015년 일련의 성범죄( 강간 미수 포함)로 유죄 판결을 받았다.
그는 어머니가 미혼모였던 탓에 평생 아버지를 모르고 살고 있으며 어렸을 적 가톨릭 계열 학교에서 비행청소년로 자주 무대 공연을 드나들고 제적당한 이후 1960년대에 폴 레이븐이라는 이름으로 공연한 후 개드는 1970년대 초에 두문자를 똑같이 하는 유행 속에 그의 예명을 현재와 같이(마릴린 먼로 등) Gary Glitter(게리 글리터)로 변경했으며 " Rock and Roll (Parts 1 and 2) ", " Do You Wanna Touch Me ', ' I Love You Love Me Love ', ' I'm the Leader of the Gang(I Am) ', ' Hello, Hello I'm back again ' 등을 음반으로 발매하였었다. 에너제틱하고 역동적인 라이브 퍼포먼스와 글리터 수트, 메이크업, Platform Boots 등 극한의 글램 록한 이미지로 유명세를 탔으며 그로 인해 글램록 역사에 큰 획을 그었었다. 그는 2,000만 장 이상의 음반들을 판매했으며 UK 싱글 차트 에서 총 180주 동안 26개의 히트 싱글을 기록했으며, 12개는 상위 10위에 올랐고 그 중 3개는 1위에 올랐다. 다만 미국에서는 그리 큰 반향을 보이지 못하였으며 미국 차트에 "I Didn't Know I Loved You (Till I Saw You Rock And Roll)"를 하나 더 올리는 것에 만족해야만 했다. 터치 미 (1973)는 영국 앨범 차트 에서 2위를 기록한 그의 엄청난 베스트 셀러 앨범이었다.
당시 그의 경쟁 상대는 Sweet, Slade, T-Rex 정도밖에 없었다.
2001년 기준으로 그는 영국에서 가장 성공적인 100대 차트 활동에 이름을 올렸으나 그 때는 동 상술한 혐의로 그가 저작한 상당수 음반 재고를 처분하고 난 뒤였다. 그의 인기는 1970년대 후반에 약해졌고(그는 영국의 당시 사악한 세금 제도로 1977년 첫 파산을 경험하고 재기할 때까지 프랑스와 호주를 전전했었다.), 1980년대부터 "Dance me up" 등 솔로 아티스트로서 성공적인 컴백이 이어졌다. 그의 1984년 노래 " Another Rock and Roll Christmas "는 역사상 가장 많이 연주된 크리스마스 노래 중 하나였다. 아이러니하게도 아청물 사고 직후인 1998년 그의 "Rock and Roll" 음반은 글램 록 음악 역사상 최고의 1,001곡 중 하나로 선정되었다. 그는 또한 7개의 스튜디오 앨범과 최소 15개의 컴필레이션 앨범(Leader 2, The Leader 등) 및 라이브 공연(전 세계 생중계된 1994년 FIFA 월드컵에서의 공연) 등을 발표했다.

당시 BBC News는 Glitter's fall from grace가 "드라마틱"하고 "멋지다"고 설명했다. 그의 자랑스럽고 회생하던 이미지는 상술한 스파이스 걸스의 영화판 촬영 도중인 1997년 그의 컴퓨터 고장으로 수리를 진행한 뒤 그의 컴퓨터 하드 드라이브에서 수천 개의 아동 포르노 이미지와 비디오를 다운로드한 혐의로 체포, 1999년 유죄 판결 및 투옥 이후 돌이킬 수 없을 정도로 변색되었다. 이후 지미 새빌 사후 조사에서(유트리 작전) 1970년대 미성년자 여성과 성행위를 한 혐의도 받고 있다가 결국 무죄를 선고받았었다. 그는 나중에 실제 및 의심되는 아동 성범죄와 관련하여 여러 국가(상술한 캄보디아, 베트남 등)에서 형사 고발 및 추방에 직면했다. 그는 2002년 아동 성범죄 및 성매매 혐의로 캄보디아 에서 추방되어 베트남에 정착했으며, 2006년 미성년자와 아동 성매매를 한 혐의로 법원에서 유죄 판결을 받았다 복역 후 그는 영국으로 추방되어 종신 성범죄자 목록부에 등록되었다. 2012년 그는 Yewtree 작전의 일환으로 다시 체포되었다. 이후 상술한 '70년대 성범죄 혐의로 재판받았었다. 그는 보석으로 풀려났지만 2015년 역사적인 4차 아동 성범죄 혐의로 다시 기소되었고 16년형을 받았다. 2015년에 그는 1건의 강간 미수, 1건의 13세 미만 소녀와의 무단 성관계 및 성매매, 4건의 각종 추행 으로 유죄 판결을 받았고, 상술하였듯 총 16년형을 선고받았다. 그는 형기의 절반을 복역한 후 2023년 2월 조건부로 한 때 풀려났었지만 아동 포르노를 딥 웹 등지에서 다시 다운로드하여 해당 조건을 위반한 후 동년 3월 다시 감옥으로 소환되었다. 2015년 음악 저널리스트 알렉시스 페트리디스는 게리 글리터를 "대중이 증오하는 인물"로 묘사했다. Top of the Pops의 그의 등장 에피소드는 더 이상 재방송이 불가능해진 채 해당 방송분이 창고에 박히거나 폐기되었다. 또한 그의 음원들도 원본이든 제3자 녹음이든 할 것 없이 방송 및 영화 등에서 지양하는 편이며 유튜브 등 일부 SNS에서는 영구 정지의 원인 중 하나가 되기도 한다.
또한 상술한 혐의 및 영 좋지 않은 이미지로 제3자 녹음을 포함한 그의 광범위한 음반 역시 절판된 채 재발매가 안 되고 있다.

## 같이 보기
```
* 
조주빈

* 
오스틴 존스

* 
맥스 클리퍼드

* 
프레디 스타

* 
롤프 해리스
```